# Luis Otero Fernández
Luis Otero Fernández (Madrid, 1933-Madrid, 22 de mayo de 2018) fue un militar y político español, fundador y miembro de la Unión Militar Democrática (UMD) en 1974. Fue galardonado con la Orden del Mérito Militar, Cruz al mérito militar con distintivo blanco en 2010.

## Biografía
Siendo comandante de Ingenieros, Luis Otero fue fundador, junto a otros jóvenes oficiales del Ejército español, de la UMD en 1974, por lo que fue juzgado y condenado a ocho años de prisión, sin que se le devolviese su grado y fuese readmitido en el Ejército hasta 1987.
El 27 de junio de 1977, los militares que tres años antes habían constituido la UMD como organización clandestina antifranquista, decidieron su disolución, una vez se habían celebrado elecciones libres y ya había un parlamento democrático.
Vinculado ideológicamente a la izquierda política y al republicanismo, en la década de 1980 se opuso a la entrada de España en la OTAN, formando parte de los comités anti-OTAN.
Profesional informático, fue miembro de la Asociación de Técnicos de Informática (ATI).
Coronel retirado, se dedicó a la defensa de los derechos humanos, y en especial a los derechos conculcados por el mal uso de la informática. En ese sentido, fue fundador y miembro destacado de la CLI (Comisión de Libertades e Informática).
En diciembre de 1998 fue distinguido con el Premio Nacional de Derechos Humanos, galardón otorgado anualmente por la Asociación Pro Derechos Humanos de España (APDHE).
Asimismo, fue miembro fundador del Foro Milicia y Democracia (FMD), una asociación cívico-militar integrada por juristas, historiadores, periodistas, diplomáticos y militares.
Falleció el 22 de mayo de 2018 en Madrid a los 85 años de edad.

## Condecoraciones
- 2010 - Orden del Mérito Militar - Cruz al mérito militar con distintivo blanco. El 16 de febrero de 2010 recibe la condecoración del Ministerio de Defensa (España) de manos de la ministra Carme Chacón junto a otros 13 compañeros.[5]

## Obra
- 2004 - Otero Fernández, Luis. Las fuerzas armadas de la globalización, en Guerra y paz: en nombre de la política, (coord. Concha Roldán, Manuel Reyes Mate Rupérez, Txetxu Ausín Díez), 2004, ISBN 84-96235-04-1 , pags. 69-82.[6]
- 2000 - Otero Fernández, Luis. Derechos humanos y derechos individuales, en 50 años de Derechos Humanos, (Julián Carlos Ríos Martín, José Antonio Martín Pallín, Juana Teresa Betancor, Luis Otero Fernández),(coord. Asociación Pro Derechos Humanos, 2000, ISBN 84-245-0848-3 , pags. 59-68
- 1982 - Fortes, José; Otero Fernández, Luis: Proceso a nueve militares demócratas. Las Fuerzas Armadas y la UMD. Barcelona: Argos Vergara, 1983. ISBN 84-7178-689-3.